# Premiership 2009-2010 (Irlanda del Nord)
La Premiership 2009-2010 è la seconda edizione della massima divisione del calcio nordirlandese da quando il campionato fu riformato per la stagione 2008-2009. Complessivamente, da quando fu istituito il campionato di calcio nell'Irlanda del Nord, si tratta della 109ª edizione.

## Novità
Il 2 febbraio 2009 il Bangor annunciò che non avrebbe preso parte al campionato a causa di problemi finanziari. Avendo concluso la precedente stagione al penultimo posto, con il conseguente obbligo a disputare uno spareggio contro la seconda classificata della seconda divisione per la permanenza nella massima categoria, tale diritto passò ai Dungannon Swifts, squadra arrivata ultima e quindi in origine retrocessa direttamente. L'avversaria fu il Donegal Celtic, e nel doppio confronto ebbe la meglio il Dungannon che riuscì così a mantenere la categoria.
Ritorna nella massima serie nordirlandese il Portadown, dopo un solo anno di purgatorio.

## Formula
Le giornate previste sono 38. Viene disputata una buona fetta di stagione secondo la classica formula di andata e ritorno, per un totale di 22 giornate. Successivamente viene disputata una terza tornata, dove ancora ciascuna squadra gioca contro tutte le altre per la terza volta nel campionato. Conclusivamente, viene disputata una quarta tornata che però viene divisa in due sezioni: le sei squadre che in quel momento si trovano nei primi sei posti della classifica giocano fra di loro, parallelamente alle squadre che in quel momento si trovano nelle ultime sei posizioni, per un totale di 5 giornate. In questa tornata, pertanto, le squadre inglobate in uno dei due raggruppamenti non incontrano mai quelle incluse nell'altro raggruppamento.
La squadra campione dell'Irlanda del Nord ha il diritto a partecipare alla UEFA Champions League 2010-2011, partendo dal secondo turno preliminare.

Le squadre classificate al secondo e terzo posto sono ammesse alla UEFA Europa League 2010-2011, partendo entrambe dal primo turno preliminare.

La squadra vincitrice della Irish Cup è ammessa alla UEFA Europa League 2010-2011, partendo dal secondo turno preliminare.

Retrocede direttamente alla categoria inferiore l'ultima classificata, mentre la penultima disputa uno spareggio contro 2a della divisione inferiore. Alla fine del torneo però, tale regola fu modificata in quanto la vincitrice della seconda divisione, il Loughgall Football Club, non ottenne la licenza per poter giocare nella massima divisione, e quindi la sua promozione fu bloccata. Si decise pertanto di far disputare lo spareggio fra l'ultima della IFA Premiership e la seconda della seconda divisione.

## Squadre partecipanti
- Ballymena Utd
- Cliftonville
- Coleraine
- Crusaders
- Dungannon Swifts
- Glenavon

- Glentoran
- Institute
- Linfield
- Lisburn Distillery
- Newry City
- Portadown

## Classifiche 2009-2010

### Classifica finale
|  |     | Classifica finale 2009-2010 | Pt | G  | V  | N  | P  | GF | GS | DR  |
|  | --- | --------------------------- | -- | -- | -- | -- | -- | -- | -- | --- |
|  | 1.  | Linfield                    | 74 | 38 | 22 | 8  | 8  | 78 | 37 | +41 |
|  | 2.  | Cliftonville                | 69 | 38 | 21 | 6  | 11 | 69 | 42 | +27 |
|  | 3.  | Glentoran                   | 65 | 38 | 19 | 8  | 11 | 58 | 46 | +12 |
|  | 4.  | Crusaders                   | 60 | 38 | 17 | 9  | 12 | 57 | 52 | +5  |
|  | 5.  | Dungannon Swifts            | 57 | 38 | 16 | 9  | 13 | 56 | 58 | -2  |
|  | 6.  | Portadown                   | 55 | 38 | 15 | 10 | 13 | 70 | 55 | +15 |
|  |     |                             |    |    |    |    |    |    |    |     |
|  | 7.  | Coleraine                   | 57 | 38 | 16 | 9  | 13 | 76 | 62 | +14 |
|  | 8.  | Glenavon                    | 43 | 38 | 12 | 7  | 19 | 47 | 67 | -20 |
|  | 10. | Newry City                  | 42 | 38 | 10 | 12 | 16 | 38 | 63 | -25 |
|  | 9.  | Ballymena Utd               | 40 | 38 | 11 | 7  | 20 | 46 | 56 | -10 |
|  | 11. | Lisburn Distillery          | 39 | 38 | 11 | 6  | 21 | 45 | 76 | -31 |
|  | 12. | Institute                   | 31 | 38 | 6  | 13 | 19 | 36 | 62 | -26 |

*Portadown al primo turno della UEFA Europa League 2010-2011 in quanto vincitore della Irish Cup.

### Classifica marcatori
|  | Gol             | Marcatore          | Squadra          |
|  | --------------- | ------------------ | ---------------- |
|  | 30              | Rory Patterson     | Coleraine        |
|  | 17              | Darren Boyce       | Coleraine        |
|  | George McMullan | Cliftonville       |                  |
|  | 16              | Liam Boyce         | Cliftonville     |
|  | 14              | Kevin Braniff      | Portadown        |
|  | Richard Lecky   | Portadown          |                  |
|  | Glenn Ferguson  | Lisburn Distillery |                  |
|  | David Rainey    | Crusaders          |                  |
|  | 13              | Timmy Adamson      | Dungannon Swifts |
|  | 12              | Gary McCutcheon    | Portadown        |